# 辰宮丸
辰宮丸（たつみやまる）は、辰馬汽船・新日本汽船所属の貨物船である。太平洋戦争時に日本海軍により機雷敷設艦として徴用された。開戦前にマレー半島沖へ機雷を敷設し、少なくとも1隻の潜水艦を撃沈したと推定される。終戦直前の空襲で損傷着底したが、戦後に修理されて商業航路に復帰した。

## 建造
「辰宮丸」は、辰馬本家酒造を起源とする辰馬財閥系の辰馬汽船株式会社により、台湾航路向け高速貨物船として計画された。台湾航路は、1920年代まで日本郵船と大阪商船の寡占状態であったが、両社と糖業連合会の間の砂糖運賃引下げ交渉の不調を機に、1929年（昭和4年）から辰馬汽船が参入していた。辰馬汽船は、1932年（昭和7年）に日本郵船及び大阪商船と台湾航路に関する協定を結ぶことに成功し、安定した台湾航路に新たな定期船を投入することにした。まず、1936年（昭和11年）10月に、後に「辰和丸」「辰鳳丸」となる大型高速貨物船2隻が三菱重工業神戸造船所に発注され、ついで、翌1937年（昭和12年）2月に後に「辰宮丸」「辰春丸」となる同型船2隻が追加発注された。
三菱重工神戸造船所で同型3番船として1938年（昭和13年）1月25日に起工された本船は、同年9月14日に進水して「辰宮丸」と命名。同年11月21日に竣工した。「辰宮丸」の船名は、辰馬の社名の頭文字「辰」を冠したもので、江戸時代以来の伝統を受け継いでいる。
「辰宮丸」を含む「辰和丸」型の設計は、7,800載荷重量トン級の大型貨物船で、石炭焚きの蒸気タービン機関1基・スクリュー1軸により、航海速力15ノットを発揮する高速船であった。「辰宮丸」は登録上、航海速力16ノット・最高速力17.7ノットに達している。台湾航路の重要貨物である台湾バナナの運搬のため、船橋楼後部に機械通風冷温装置式の冷蔵庫を備えた。

## 運用

### 戦前
竣工した「辰宮丸」は、1939年（昭和14年）後半に辰馬汽船の運航船として台湾定期航路に配船された。同型船3隻も、「辰和丸」が1938年（昭和13年）2月から、「辰鳳丸」が同年5月から、「辰春丸」が1939年後半から、すべて台湾定期航路に投入されて好成績を上げた。

### 戦中
太平洋戦争開戦が迫ると、「辰宮丸」は姉妹船「辰春丸」とともに日本海軍に特設敷設艦として徴用されることになり、1941年（昭和16年）9月5日に特設艦船籍に入った。船倉を機雷庫や兵員室とし、上甲板上には機雷を運搬・敷設するための軌条が敷かれ、船尾両舷に機雷を投下するための開口部が1箇所ずつ設けられた。武装は12cm砲4門と対空用機関銃のほか、機雷庫内に350個・整備用の格納所に200個など最大約700個の機雷を搭載可能であった。機雷の搭載力は大きかったが、正規敷設艦に比べると機雷の敷設軌条が2本（正規艦は4-6本）と少なく、機雷庫から上甲板への機雷搬出も商船時代のデリックを使用するため動揺時の作業が難しく、敷設能力は劣った。
特設敷設艦となった「辰宮丸」は、正規敷設艦である「厳島」「八重山」とともに、第三艦隊麾下の機雷敷設部隊である第十七戦隊に所属した（9月20日編入）。艦長には機雷戦の権威とされる平野武雄大佐が着任した。
開戦前の同年11月19日、「辰宮丸」は、特設砲艦兼敷設艦「長沙丸」（東亜海運、2,538トン）とともに佐世保軍港を出航した。11月22日、三亞着。翌日、三亞港沖に機雷約750個を敷設した。
「辰宮丸」には、マレー作戦に先立って、戦艦「プリンス・オブ・ウェールズ」を主力とするイギリス東洋艦隊の予想反撃進路上に機雷を敷設する秘密任務が与えられた。同年12月3日に「辰宮丸」は機雷647個を搭載して単艦で海南島三亞を出撃すると、オランダ軍およびイギリス軍の哨戒機に接触されつつも南下、開戦1日前の12月7日午前0時-2時にマレー半島東岸のティオマン島周辺海域へ九三式機雷456個を敷設した。連合国軍機に接触されたため、敷設機雷数は予定より少数となった。12月9日、カムラン湾に帰投。「辰宮丸」の敷設機雷は、マレー沖海戦に出動した本命のイギリス東洋艦隊主力を捉えることはできなかった。しかし、同年12月15日、シンガポールへ向けて航行中にティオマン島付近で触雷沈没したオランダ海軍潜水艦「O16」は、「辰宮丸」の戦果と推定されている。また、同年12月にタイランド湾南部へ日本船団攻撃のため出動して行方不明となり、12月19日付で除籍されたオランダ海軍潜水艦「K XVII」も、「辰宮丸」の敷設機雷で沈没した可能性がある。
1942年（昭和17年）1月3日、第17戦隊は解隊。「辰宮丸」は第3艦隊附属となる。
1月30日から「辰宮丸」は「富士川丸」とともにサイゴンからボルネオ島パマンカットへレド航空基地（1月27日占領）の人員、物件を輸送した。
3月には蘭印作戦の一環で、スマトラ島北部コタラジャ（現バンダ・アチェ）およびサバンの攻略作戦に輸送船として参加した。
5月、小スンダ列島戡定作戦に参加。
8月25日、「辰宮丸」は姉妹船「辰春丸」と同時に特設敷設艦から特設運送船（雑用）に類別変更され、輸送任務に従事した。1943年（昭和18年）8月11日、シンガポールに向けて特設駆潜艇「東石丸」（日本海洋漁業統制、89総トン）の護衛下で航行中、南緯05度30分 東経120度48分 / 南緯5.500度 東経120.800度の地点でアメリカ海軍潜水艦「フィンバック」による魚雷攻撃を受けて損傷する。1945年（昭和20年）3月15日、ユモ01船団に加入して香港沖を日本に向けて航行中、アメリカ陸軍航空軍のB-24爆撃機の攻撃を受けるが、護衛の第36号海防艦が損傷した一方で、「辰宮丸」は損害を免れた。同年6月22日に巌流島灯台沖1kmの地点で、B-29爆撃機が飢餓作戦で敷設した機雷に接触して損傷する。6月30日、「辰宮丸」は特設艦船籍から除かれ、民間船を統制する船舶運営会使用船となる。
終戦2週間前の同年7月30日、「辰宮丸」は舞鶴港で陸軍部隊800人を乗船させて出航準備中に、アメリカ海軍第38機動部隊による空襲を受け、至近弾のため浸水と火災を生じて放棄された。終戦時には半没状態であった。なお、同型船のうち「辰鳳丸」は戦没したが、「辰春丸」は終戦時に辰馬海運の大型船として唯一健在で、「辰和丸」は呉軍港沖で全没状態だった。

#### 艦長
1. （兼）平野武雄 大佐：1941年9月5日[28] - 1941年9月20日（辰春丸艦長を兼務）
2. 平野武雄 大佐：1941年9月20日[29] - 1942年8月25日[30]

### 戦後
終戦後、「辰宮丸」は、GHQとの間で特別に交渉が行われて、船齢の若い高速大型船であったため復旧工事が許可された。1947年（昭和22年）4月19日に東洋サルベージによる作業で浮揚完了、播磨造船所呉船渠（旧呉海軍工廠）で修理され、復旧に要した費用は7000万円であった。「辰和丸」も後に同じ呉船渠で復旧されており、同型船4隻中3隻が戦後まで活躍できたことは、異例の幸運と評される。「辰宮丸」と「辰春丸」は、連合国に対する戦争賠償資産の候補として検討されたが、実施は見送られた。なお、財閥解体に伴い船主の辰馬汽船が解散、「辰宮丸」は後継会社である新日本汽船株式会社（1947年8月30日設立）に承継された。1948年（昭和23年）6月にGHQの日本商船管理局（en:Shipping Control Authority for the Japanese Merchant Marine, SCAJAP）によりSCAJAP-T160の管理番号が付与された。
1950年（昭和25年）9月3日、神戸港にて出港準備中の辰春丸が、ジェーン台風の強風にあおられ中日本重工神戸造船所の浮きドックに衝突。船底に二尺四方の穴が開き航行不能となった。
復旧成った「辰宮丸」と「辰春丸」は、アメリカ船級協会（AB船級）の認証を取得して外国商業航路に配船された。例えば、1952年（昭和27年）から1953年（昭和28年）には、フィリピン産の鉄鉱石やラワン材、インド産の石炭、北米産の材木等の不定期貨物便として運航されている。
1956年（昭和31年）10月1日、「辰宮丸」は新日本汽船から内外汽船に売却された。1959年（昭和34年）5月10日、田熊造船で機関をディーゼル機関に換装。その後1962年（昭和37年）に新日本船舶産業に売却され、1963年（昭和38年）6月1日に古巣の新日本汽船に売却。1964年（昭和39年）4月1日、山下汽船と新日本汽船が合併し、山下新日本汽船となったことに伴い移籍。
1965年（昭和40年）5月12日、台湾のChug Ou Marine Corp.に売却されて船名をChung Pingに変更。1967年（昭和42年）6月に台湾にて廃船となり解体された。